# Вторая Бундеслига 2018/2019
Вторая Бундеслига 2018/2019 — 45-й сезон Второй Бундеслиги. Турнир начался 3 августа 2018 года и закончится 19 мая 2019 года.

## Изменения по сравнению с предыдущим сезоном
По итогам предыдущего сезона во Вторую Бундеслигу вылетели «Гамбург» и «Кёльн». В Бундеслигу вышли победитель Второй Бундеслиги «Фортуна» и занявший второе место «Нюрнберг».
По итогам предыдущего сезона в Третью лигу вылетели «Айнтрахт» (Брауншвейг) и занявший последнее место «Кайзерслаутерн». Во Вторую Бундеслигу вышли победитель Третьей лиги «Магдебург» и занявший второе место «Падерборн 07».
«Хольштайн», занявший по итогам прошлого сезона 3-е место, остался во Второй Бундеслиге, проиграв в стыковых матчах «Вольфсбургу», занявшему 16-е место в Бундеслиге.
«Эрцгебирге», занявший по итогам прошлого сезона 16-е место, остался во Второй Бундеслиге, обыграв в стыковых матчах «Карлсруэ», занявшего 3-е место в Третьей лиге.

## Клубы-участники
| Клуб           | Город                | Стадион (вместительность)               | Главный тренер      | Капитан            |
| -------------- | -------------------- | --------------------------------------- | ------------------- | ------------------ |
| Арминия        | Билефельд            | Билефельд Альм (27 300)                 | Уве Нойхауз         | Юлиан Бёрнер       |
| Бохум          | Бохум                | Воновия Рурштадион (29 299)             | Робин Дутт          | Стефано Челоцци    |
| Гамбург        | Гамбург              | Фолькспаркштадион (57 000)              | Ханнес Вольф        | Аарон Хант         |
| Гройтер        | Фюрт                 | Шпортпарк Ронхоф Томас Соммер (18 000)  | Штефан Ляйтль       | Марко Калиджури    |
| Дармштадт 98   | Дармштадт            | Мерк-Штадион ам Бёлленфалльтор (17 000) | Димитриос Граммоцис | Фабиан Холланд     |
| Динамо         | Дрезден              | Рудольф-Харбиг-Штадион (32 066)         | Кристиан Фиэль      | Марко Хартманн     |
| Дуйсбург       | Дуйсбург             | MSV-Арена (31 514)                      | Торстен Либеркнехт  | Геррит Наубер      |
| Зандхаузен     | Зандхаузен           | BWT-Штадион ам Хардтвальд (15 414)      | Уве Кошинат         | Денис Линсмайер    |
| Ингольштадт 04 | Ингольштадт          | Ауди Шпортпарк (15 800)                 | Йенс Келлер         | Марвин Матип       |
| Кёльн          | Кёльн                | РейнЭнергиШтадион (49 698)              | Маркус Анфанг       | Йонас Гектор       |
| Магдебург      | Магдебург            | MDCC-Арена (25 910)                     | Михаэль Оннинг      | Нильс Бутцен       |
| Падерборн 07   | Падерборн            | Бентелер-Арена (15 000)                 | Штеффен Баумгарт    | Кристиан Штродик   |
| Санкт-Паули    | Гамбург              | Миллернтор-Штадион (29 546)             | Маркус Каучински    | Йоханнес Флум      |
| Унион          | Берлин               | Ан дер Альтен Фёрстерай (22 012)        | Урс Фишер           | Кристофер Триммель |
| Хайденхайм     | Хайденхайм-на-Бренце | Фойт-Арена (15 000)                     | Франк Шмидт         | Марк Шнаттерер     |
| Хольштайн      | Киль                 | Хольштайн-Штадион (10 200)              | Тим Вальтер         | Доминик Шмидт      |
| Эрцгебирге     | Ауэ                  | Эрцгебиргсштадион (16 485)              | Даниэль Майер       | Мартин Меннель     |
| Ян             | Регенсбург           | Континенталь Арена (15 224)             | Ахим Байерлорцер    | Марко Грюттнер     |

## Стыковые матчи
Указано Центральноевропейское летнее время (UTC+2).

### Первый матч
| Веен        | 1-2     | Ингольштадт 04         |
| ----------- | ------- | ---------------------- |
| Киере 90+6′ | (отчёт) | Лескано 1′, 47′ (пен.) |

### Второй матч
| Ингольштадт 04                 | 2-3     | Веен                                           |
| ------------------------------ | ------- | ---------------------------------------------- |
| - Кершбаумер 13′ - Паулсен 68′ | (отчёт) | - Киере 11′ - Диттген 30′ - Паулсен 43′ (авт.) |

Счёт по итогам двух матчей: 4-4. Веен за счёт забитых в гостях голов выходит во вторую бундеслигу, а Ингольштадт 04 - в третью.

## Региональное представительство
| Расположение | Регион                         | Число команд | Команды                                       |
| ------------ | ------------------------------ | ------------ | --------------------------------------------- |
| 1            | Флаг Северного Рейна-Вестфалии | 5            | Арминия, Бохум, Дуйсбург, Кёльн, Падерборн 07 |
| 2            | Флаг Баварии                   | 3            | Гройтер, Ингольштадт 04, Ян                   |
| 3            | Флаг Баден-Вюртемберг          | 2            | Зандхаузен, Хайденхайм                        |
| 3            | Флаг Гамбурга                  | 2            | Гамбург, Санкт-Паули                          |
| 3            | Флаг Саксонии                  | 2            | Динамо, Эрцгебирге                            |
| 6            | Флаг Берлина                   | 1            | Унион                                         |
| 6            | Флаг Гессена                   | 1            | Дармштадт 98                                  |
| 6            | Флаг Саксонии-Анхальт          | 1            | Магдебург                                     |
| 6            | Флаг Шлезвиг-Гольштейна        | 1            | Хольштайн                                     |